# 清水台街道
清水台街道，是中华人民共和国辽宁省沈阳市沈北新区下辖的一个乡镇级行政单位。

## 行政区划
清水台街道下辖以下地区：
二井社区、前屯矿社区、万米社区、三井社区、新阳社区和清水社区。

## 特产
清水大米：中国地理标志产品。